# Большое путешествие (фильм)
«Большое путешествие» (англ. National Lampoon's Senior Trip) — приключенческая комедия 1995 года, режиссёр Келли Макин.

## Сюжет
Ученики средней школы Фейрмонт — старшеклассники Марк «Дагз» д’Агастино (Джереми Реннер) и Реджи Берри (Роб Мур) решают устроить вечеринку в доме директора школы Масса (Мэтт Фрюэр) в его отсутствие, пригласив туда весь класс. Узнав об их затее, директор Масс прибегает домой в самый разгар вечеринки и накрывает там всю честную компанию. В наказание за эту выходку директор оставляет весь класс после уроков для того чтобы они написали письмо президенту о том, что их не устраивает в современной системе образования. Письмо берется писать Лиза Перкинс (Фиона Лоуи) — отличница, самая умная и приличная девушка в классе.
Письмо доходит до президента и он, поражённый глубиной мысли письма, приглашает их класс в Вашингтон для поддержки своей образовательной программы. Чтобы передать приглашение, в школу приезжает сенатор Лерман (Лоуренс Дэйн). В ходе беседы с учениками он выясняет, что письмо написано одной из учениц, а все остальные — полные придурки, и понимает, что их приезд в Вашингтон опозорит президента и его программу. Решив воспользоваться ситуацией для продвижения собственного «Билля об образовании», Лерман, угрожая директору Массу, поручает ему доставить именно этот класс в Вашингтон.
В назначенный день к школе подъезжает жёлтый автобус, который должен доставить их в Вашингтон. Сопровождает класс сам директор Масс и учительница мисс Милфорд (Валери Махаффей). Реджи узнает в водителе автобуса некогда известного курильщика марихуаны — Рэда (Томми Чонг)- «Короля косяков». Поездка началась.
За автобусом во след направляется на своей машине, в компании с резиновой женщиной, шизанутый фанат сериала «Star trek» — Трэвис Линдсей (Кевин Макдональд), который в порыве параноидальных фантазий принимает отправившуюся в школьном автобусе компанию за своих «космических» врагов.
Во время плановой остановки автобуса возле придорожного магазина, ученики закрывают в туалете директора, а сами тем временем крадут из магазина бутылки и даже коробки с алкогольными напитками и прячут всё в автобусе. Ближе к ночи Рэд даёт Массу таблетку лошадиного транквилизатора, выдавая её за таблетку от тошноты в автобусе. Масс отрубается, начинается пьянка. Одна из учениц — Карла Морган (Тара Стронг) раскрашивает бесчувственного Масса — губы, глаза, надевает на уши клипсы. Вскоре все напиваются и засыпают. Рэд достаёт мегакосяк и раскуривает его… Проснувшись утром, мисс Милфорд видит, что Рэд мёртв (не рассчитал величину косяка), а автобус несётся без управления. Мисс Милфорд поднимает панику, Дагз едва успевает остановить автобус, едущий в реку. Очнувшись, раскрашенный под гомика Масс, объясняется с прибывшей полицией.
Добравшись до Вашингтона, класс располагается в отеле. При помощи шприца они накачивают текилой конфеты и дарят их мисс Милфорд. Та их ест и под воздействием алкоголя соблазняет Масса. Освободившись таким образом от опеки ученики идут на вечеринку, проходящую в отеле, и отрываются по полной программе.
Под впечатлением от поездки отличница Лиза Перкинс решает изменить свой «правильный» образ жизни. Добыв ключ от «люкса», Лиза приглашает туда Дагза и решает провести с ним ночь, так как не хочет отправляться в колледж девственницей. Утром она случайно обнаруживает в номере секретную папку сенатора Лермана, где изложен его коварный план по дискредитации президента. Узнав об этом, директор Масс посылает на три буквы прибывшего в отель Лермана, в знак отказа ехать на встречу к президенту. Лерман ушёл не солоно хлебавши, сказав что на своей карьере Масс может поставить крест. Но в лифте отеля Лерман встречает умственно отсталого ученика класса — толстяка Миоски и берёт его с собой на встречу к президенту, подпаивая его по дороге. На встрече с президентом, где собрались пресса и телевидение, Миоски не может связать и двух слов. Тут в конференц-зал вбегает весь класс во главе с директором Массом. Ученики разоблачают план Лермана и толкают речь о потерянности своего поколения и необходимости реформирования системы образования. В зале нависает тишина. Ребята собираются уходить, но президент начинает аплодировать и вот уже весь зал рукоплещет ученикам школы Фейрмонт. Далее рассказывается о том, как сложилась дальнейшая судьба героев фильма.

## В ролях
| Актёр                 | Роль                                  |
| --------------------- | ------------------------------------- |
| Мэтт Фрюэр            | Тодд Масс директор школы Фейрмонт     |
| Валери Махаффей       | мисс Трейси Милфорд новая учительница |
| Лоуренс Дэйн          | Джон Лерман сенатор                   |
| Томми Чонг            | Рэд водитель автобуса                 |
| Джереми Реннер        | Марк «Дагс» д’Агастино                |
| Роб Мур               | Реджи Берри                           |
| Фиона Лоуи            | Лиза Перкинс отличница                |
| Эрик "Спарки" Эдвардс | Миоски                                |
| Майкл Блейк           | Герберт Джонс                         |
| Тара Стронг           | Карла Морган                          |
| Николь Де Бур         | Мег Смит                              |
| Серджо Ди Зио         | Стив Ниссер                           |
| Кэтрин Роуз           | Ванда Бейкер                          |
| Дэнни Смит            | Барри «Вирус» Кеммер                  |
| Кевин Макдональд      | Тревис Линдси стартрэковец            |
| Джордж Р. Робертсон   | президент                             |

## Интересные факты
- Слоган фильма «Four score and seven beers ago… They came. They saw. They passed out.»
- Также название фильма было переведено как «Пятнадцатилетний кайф».
- Также название фильма было переведено как «Большое путешествие великовозрастных балбесов» (перевод Юрия Сербина).